# Zinowij Gerdt
Zinowij Jefimowicz Gerdt (ros. Зино́вий Ефи́мович Гердт, właściwie Załman Afroimowicz Chrapinowicz ros. За́лман Афро́имович Храпино́вич; ur. 21 września 1916, zm. 19 listopada 1996) – radziecki aktor filmowy, teatralny i głosowy. Ludowy Artysta ZSRR (1990). 
Pochowany na Cmentarzu Kuncewskim w Moskwie.

## Wybrana filmografia

### Role filmowe
- 1964: Zielone światło jako głos Moskwicza
- 1968: Złote cielę jako Panikowski
- 1972: Pogwarki jako przyjaciel profesora
- 1974: Auto, skrzypce i pies Kleks jako muzyk grający na perkusji, dziadek Dawida
- 1976: Klucz bez prawa przekazania jako Grigoriewicz
- 1982: Księżniczka w oślej skórze
- 1983: Romans polowy
- 1989: Dewizówka jako Boris Siemionowicz
- 1993: Mam na imię Iwan, a ty Abraham jako Zalman

### Role głosowe
- 1962: Historia pewnego przestępstwa jako narrator
- 1966: Niepokoje kogucika jako narrator
- 1976-1979: Przygody kapitana Załganowa jako Kapitan Załganow
- 1981: Mamucia mama jako Mors
- 1984-1985: Doktor Ojboli jako Doktor Ojboli